# Вултурешть (Сучава)
Вултурешть, Вултурешті (рум. Vulturești) — село у повіті Сучава в Румунії. Входить до складу комуни Вултурешть.
Село розташоване на відстані 343 км на північ від Бухареста, 18 км на південний схід від Сучави, 97 км на північний захід від Ясс.

## Населення
За даними перепису населення 2002 року у селі проживали 23 особи, усі — румуни. Усі жителі села рідною мовою назвали румунську.